# Johann Theile
Pour les articles homonymes, voir Theile.
Johann Theile (né le 29 juillet 1646 à Naumbourg, mort le 22 juin 1724 dans la même ville) est un compositeur et chef d'orchestre allemand. Ses œuvres comprennent des opéras, des opérettes, des messes, des psaumes, des motets, des Passions, des canzonetta, des arias et des sonates. Il a également écrit des œuvres théoriques sur la musique, en particulier sur le contrepoint.

## Biographie
Après avoir étudié le droit à Leipzig et à Halle, il suit des cours de composition musicale à Weißenfels auprès de Heinrich Schütz dont il fut l'un des derniers élèves. En 1673, il crée une Passion selon Saint Matthieu. Il devient organiste à Szczecin et à Lübeck. Il acquiert à cette époque une excellente réputation de professeur de musique. Il a parmi ses élèves Johann Mattheson et partage ensuite son orgue avec Dietrich Buxtehude. 
De 1673 à 1678, il est chef d'orchestre à la cour de Christian-Albert de Holstein-Gottorp. Il fait représenter des opéras dans le réfectoire de la Cathédrale Sainte-Marie de Hambourg. Avec son opérette Adam und Eva (Adam et Eve), il accède à l'Oper am Gänsemarkt à Hambourg, la plus grande scène d'opéra à l'époque. 
De 1685 à 1689, il occupe le poste de maître de chapelle à Wolfenbüttel, à la mort de Johann Rosenmüller. Par la suite, il travaille à l'Opéra de Naumbourg et auprès de Christian Ier de Saxe-Mersebourg. Après avoir enseigné la musique à Berlin, en 1694, il devient le conseiller musical de Maurice-Guillaume de Saxe-Zeitz, à Zeitz, puis retourne dans sa ville natale, où il meurt en juin 1724.

## Œuvres
- Adam und Eva - Der erschaffene, gefallene und wieder aufgerichtete Mensch. Hamburg 1678
- Orontes, der verlohrne und wieder gefundene Königliche Prinz aus Candia, in einem Sing-Spiel. Hamburg 1678
- Davids und Jonathans treuer Liebe Bestätigung, 1685
- Die Geburth Christi
- Christian Reuters Paßions-Gedancken über die Historie von dem bittern Leiden und Sterben unsers Herrn. Berlin 1708
- Beatus vir qui timet Dominum (Psaume-Motet)
- Domine ne in furore tuo (Psaume)
- Cum invocarem (Psaume)
- Cie Seele Christi heilige mich (Cantate pour soprano, violon, deux violes de gambe et basse continue).